# عودة مدرسة المشاغبين (فلم)
عودة مدرسة المشاغبين فيلم مصري من إنتاج عام 2002.

## قصة الفيلم
تتوجه المدرسة الشابة إلى مقر عملها الجديد، في إحدى المدراس الخاصة التي تتسم بأن أغلب الطلاب فيه من أبناء المقتدرين الذين لا يحرصون على التعليم بأي شكل، وفي الفصل الذي تتولى أمره تواجه مجموعة الطلاب ومقالبهم المتعددة، وتكتشف أن الكثير من المدرسين السابقين قد أصابتهم أزمات نفسية. تتعاون المدرسة الشابة مع الإدارة من أجل إصلاح هؤلاء المزعجين، وفي النهاية تتمكن من أصلاحهم. ويتقدمون إلى الامتحان، وينجحون، ويصير عليها أن تستكمل رسالتها مع طلاب الدفعة الجديدة.

## بطولة
- علاء مرسي
- شمس
- أمير شاهين
- ماهر عصام
- هبة كامل
- سلوى بدر
- حسين الشربيني
- ميمي جمال
- ضياء الميرغني

## فريق العمل
- إخراج: جمال التابعي
- تأليف: عادل عبد المنعم
- إنتاج: جمال التابعي
- توزيع: شركة شعاع
- مونتاج: صلاح عبد الرازق
- موسيقى: باهر الحريري
- مدير التصوير: شريف الشيمي

## وصلات خارجية
- مقالات تستعمل روابط فنية بلا صلة مع ويكي بيانات